# Alain de Dinan
Ne doit pas être confondu avec Alain de Vitré, son petit-fils.
Alain de Dinan  (mort en 1157) seigneur de Dinan-Sud de 1123 à 1157.

## Biographie
Alain de Dinan est le fils cadet de Geoffroy Ier de Dinan et de son épouse Radegonde Orieldis dite parfois Ozioy. Le droit d'aînesse n'étant pas légalisé dans le duché de Bretagne, en 1122 son père partage ses domaines et lui attribue la partie sud de la cité de Dinan coupée en deux suivant l'axe Pont/Jerzual/Porte de l'Hôtellerie à laquelle il adjoint Léhon et Becherel et de grands biens en Angleterre. La partition devient effective en 1123 après la mort de Geoffroy Ier retiré comme profès à l'abbaye de Marmoutier.
Alain laisse deux enfants d'une épouse inconnue :
- Rolland de Dinan qui lui succède ;
- Emma de Dinan épouse de Robert III de Vitré, dont Alain de Vitré, seigneur de Dinan, héritier de son oncle.